# Metcalfes lag

Två telefoner har en anslutning, fem har tio, och tolv har 66 anslutningar.

Metcalfes lag är en princip som säger att nyttan av ett dubbelriktat kommunikationssystem är proportionell mot kvadraten på antalet anslutna parter.
Eftersom en användare i ett system med N användare kan kontakta N-1 andra användare är det totala antalet dubbelriktade kontakter N (N-1)/2. För stora värden på N närmar sig detta värde N2/2.
Denna lag står i motsats till den mer optimistiska Reeds lag som säger att nyttan ökar geometriskt med antal parter.
Samma lag kan också användas för att visa hur risken för konflikter ökar när en grupp växer. Liksom att mängden intern kommunikation drastiskt växer när grupper växer i storlek. I många företag är kommunikation, exempelvis möten, nödvändigt men improduktivt. Det läggs väldigt mycket tid på möten i storföretag. Ett dubbelt så stort projekt räknat i mängden producerad nytta, kräver mer än dubbelt så mycket arbetstid, eftersom fler medarbetare innebär mer kommunikation.